# Biblioteca Comunale degli Intronati
La Biblioteca Comunale degli Intronati (traducción literal al español, Biblioteca Comunal de los Estólidos) es una institución pública ubicada en el número 3 de la Via della Sapienza en la comuna de Siena, en la Toscana, Italia. 

## Historia

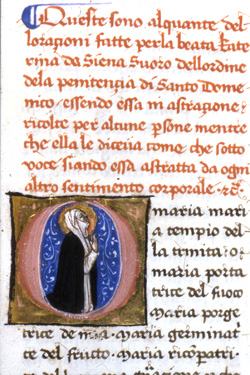
Santa Catalina orando, imagen del libro Orazioni in volgare italiano,, Biblioteca Comunale Ms. T. II. 7, f. 161r

Los orígenes de la biblioteca se remontan a 1758, cuando el archidiácono y economista local Sallustio Bandini donó su biblioteca a la Universidad de Siena, con la condición de que se hiciera de acceso público. La universidad en este momento carecía de una biblioteca formal. En 1774 ya incluía 13.000 textos, pero en 1798 un terremoto hizo cerrar la biblioteca, que rápidamente reabrió sus puertas. Se cerró de nuevo en 1808  durante la invasión francesa, al igual que la Universidad de Siena. La biblioteca fue reabierta por la comuna en 1810, recibiendo otros manuscritos procedentes del suprimido convento de Sant'Agostino. 
La colección a lo largo de los siglos se ha mejorado mucho gracias a los sucesivos donantes, incluidos los manuscritos y diseños propiedad de Giuseppe Ciaccheri (1724-1804), alumno de Bandini y el primer bibliotecario de la colección. En 1786, la biblioteca recibió obras procedentes de Santa Maria della Scala (Siena), entre ellas los preciosos Evangelios del leccionario bizantino (designados como ℓ 283 en la lista de Gregory-Aland) que forman parte del tesoro de la institución (X. IV. 1). En 1866, el editor Giuseppe Porri donó a la biblioteca su colección de sellos, firmas, monedas, medallas y sellos de firma. En 1932, el podestà de Siena, Fabio Bargagli Petrucci, se convirtió en administrador y agregó su colección de documentos públicos, bautizándola con el nombre de "Intronati", en memoria de la Accademia degli Intronati del siglo XVIII. 
En la parte superior de la entrada a la Sala de Lectura Histórica de la biblioteca hay una placa con los seis estatutos de la antigua Academia en latín: 
1. Deum colere (Adorar a Dios)
2. Studere (Estudiar)
3. Gaudere (Alegrarse)
4. Neminem lædere (No dañar a nadie)
5. Nemini credere (No creer a nadie)
6. De mundo non curare (No preocuparse del mundo)

En la década de 1990, la reconstrucción llevó a la designación de una sala específica. Parte del material del Museo archeologico nazionale fue transferido al antiguo monasterio adyacente a Santa Maria della Scala.

## Colección
En 1935, la colección de la biblioteca se estimó en 120.000 volúmenes, 86.000 folletos, 820 incunables, 5226 manuscritos, 20.000 autógrafos y sellos. Actualmente, la colección de libros y manuscritos impresos de la biblioteca se estima en más de medio millón de unidades. El archivo de la biblioteca está dividido en veintinueve series. Tienen especial valor los documentos de la época del Renacimiento y de la Reforma.
Entre las colecciones se encuentran:
- Giuliano da Sangallo (ms. S. IV. 8) Dibujos sieneses y manuscritos realizados por la mano de Antonio di Pietro Averlino, llamado Filarete (Trattato di architettura civile, ms. LV 9)
- Francesco di Giorgio Martini (Trattato d'architettura civile e militare, ms. S. IV. 4, y otros) Cuadernos con diseños arquitectónicos y militares.
- Dibujos y diseños de Baldassarre Peruzzi y su escuela (el llamado Taccuino senese di Baldassarre Peruzzi, ms. S. IV. 7, y otros)
- Dibujos y diseños de Beccafumi
- Documento Espiritual de Santa Catalina de Siena (carta) (T. II. F - cc. 29-30)[6]
- El diario de Luca Landucci[7]
- Documento en papiro de Rávena (siglo VII)
- Epístolas de San Pablo (siglo XI) en latín
- Quinto Curzio (siglo XV)
- Misal Romano del Papa Enea Silvio Piccolomini (1456)
- Pontificio romano con iluminación francesa añadida (siglo XV)
- Monte Santo di Dio (incunable del siglo XV)
- Divina Comedia, incunable con ilustraciones diseñadas por Sandro Botticelli (1481)
- Antifonario iluminado de Giovanni di Paolo
- Breviario franciscano (siglo XV) iluminado por Sano di Pietro
- Libro de oración florentino miniado de Filippo de 'Corbizzi (1494)
- Busto de Federigo Tozzi, por Ercole Drei en la sala de lectura